# 安季帕約塔亞哈河
安季帕約塔亞哈河是俄羅斯的河流，由亞馬爾-涅涅茨自治區負責管轄，河道全長1,242公里，流域面積6,640平方公里，河水主要來自融雪和雨水，最終注入卡拉海，每年十月至翌年六月結冰。